# 于欽 (明朝)
欽（1430年—？），字致恭，直隸河間府交河縣人，明朝政治人物。進士出身。

## 生平
順天府鄉試第九十九名。天順元年（1457年）丁丑科會試第一百三十四名，殿試登進士第二甲第五十二名。

## 家族
曾祖父于永智。祖父于彥禮。父于昭，曾任倉大使。